# Johannes Leonhardi
Johannes Leonhardi (* um 1720 in Filisur; † 15. Januar 1808 in Waltensburg) war ein Schweizer reformierter Pfarrer.

## Leben
Johannes Leonhardi wurde um 1720 in Filisur im Kanton Graubünden geboren und studierte ab 1741 an der Universität Zürich. In Malans GR nahm man ihn am 20. Juni 1743 in die evangelisch-rätische Synode auf, womit er eine Pfarrstelle im Kanton annehmen durfte. So übernahm er eine Pfarrstelle in Safien. 1745 wechselte er zu den Gemeinden St. Peter-Pagig, Pagig als auch Molinis. Anschließend war er noch sowohl in Sagogn, Sufers, Waltensburg wie auch in Stampa tätig, um im Jahre 1773 sowohl Pfarrer als auch Anstistes in Davos zu werden. Während dieser Tätigkeit setzte er sich gegen den Pietismus ein.
Dabei kritisierte Leonhardi den Pfarrer von Glaris, Hartmann von Moos nach einer Leichenpredigt; von Moos wehrte sich am 26. November 1775 dagegen, dennoch sah er sich im Folgejahr gezwungen, das Pfarramt niederzulegen. Leonhardi jedoch behielt seine Stelle bei, 1787 ernannte man ihn zudem zum Dekan des Zehngerichtenbundes. Zwei Jahre darauf teilte man ihm die Pfarrgemeinde Peist zu; in diesem und auch im Folgejahr 1790 kümmerte er sich abwechselnd mit Johann Martin Leonhardi auch um die Gemeinde in Arosa.
Im Jahre 1794 legte Leonhardi das Amt des Dekans nieder und wurde im darauf folgenden Jahr erneut der Gemeinde Waltensburg zugeteilt. Diese Stelle behielt er bis zu seinem Tode am 15. Januar 1808 inne. Man zählt ihn zu den bedeutendsten Bündner Gegnern des Pietismus sowie der Herrnhuter Brüdergemeine.

## Werk
- Öffentlich gehaltene Rede, bei der Gelegenheit, als eine Hochlöbliche Evangel. Standescommission, in Betref der entstandenen streitigkeiten, wegen derer sogenannten Herrnhutischgesinnten Geistlichen, allhier in Chur versammelt war, gehalten worden. A. 1775, den 5/16 Hornung (1775)